# Jennifer Lopez (meteoróloga)
Jennifer López  una meteoróloga estadounidense de televisión del canal WSB-TV de Atlanta, Georgia y de The Weather Channel. Comenzó su carrera en 1997 en WTLV-TV en Jacksonville, Florida, y se unió a The Weather Channel en 2000, donde estuvo hasta 2008. Además, comenzó a trabajar en KXAS-TV en Dallas, Texas. Dejó KXAS-TV en 2012 y se reincorporó a The Weather Channel en abril de 2013.

## Trayectoria
López se licenció en telecomunicaciones por la Universidad Marquette y en Meteorología por la Universidad Estatal de Florida. En septiembre de 1997, López debutó como meteoróloga de fin de semana para el canal WTLV-TV en Jacksonville, Florida. Además fue productora meteorológica y meteoróloga de fin de semana en el canal WPTV-TV en West Palm Beach, Florida.
En mayo de 2000, López se unió a la cadena The Weather Channel como meteoróloga televisiva. Se convirtió en la copresentadora del programa PM Edition, que en ese momento se llamaba Evening Edition. En marzo de 2002, fue ponente del en el 15.º Annual Working Women's Survival Show, donde habló sobre su carrera como meteoróloga. Dejó el canal en 2008.
En junio de 2008, pasó a presentar la información meteorológica del canal virtual KXAS-TV en Dallas, Texas de lunes a viernes, sustituyendo a la veterana Rebecca Miller tras diecisiete años. En noviembre de 2010, participó en el evento de caridad Spokes for Hope, donde ayudó a construir bicicletas para niños desfavorecidos. Dejó KXAS en marzo de 2012.
El 20 de abril de 2013, López regresó a The Weather Channel donde trabajó actualizando la información meteorológica de la programación grabada y además de presentar ante las cámaras el Weather Center Live.
López es miembro de la Sociedad Meteorológica Estadounidense (AMS), donde ostenta el sello de aprobación en televisión. Tiene dos hijas con su marido, piloto de Southwest Airlines.

## Reconocimiento
En 2009, el NBC 5 Today, el programa de noticias matutino de KXAS, y del que López era su meteoróloga, ganó un premio Emmy Lone Star.